# Requena (Perú)

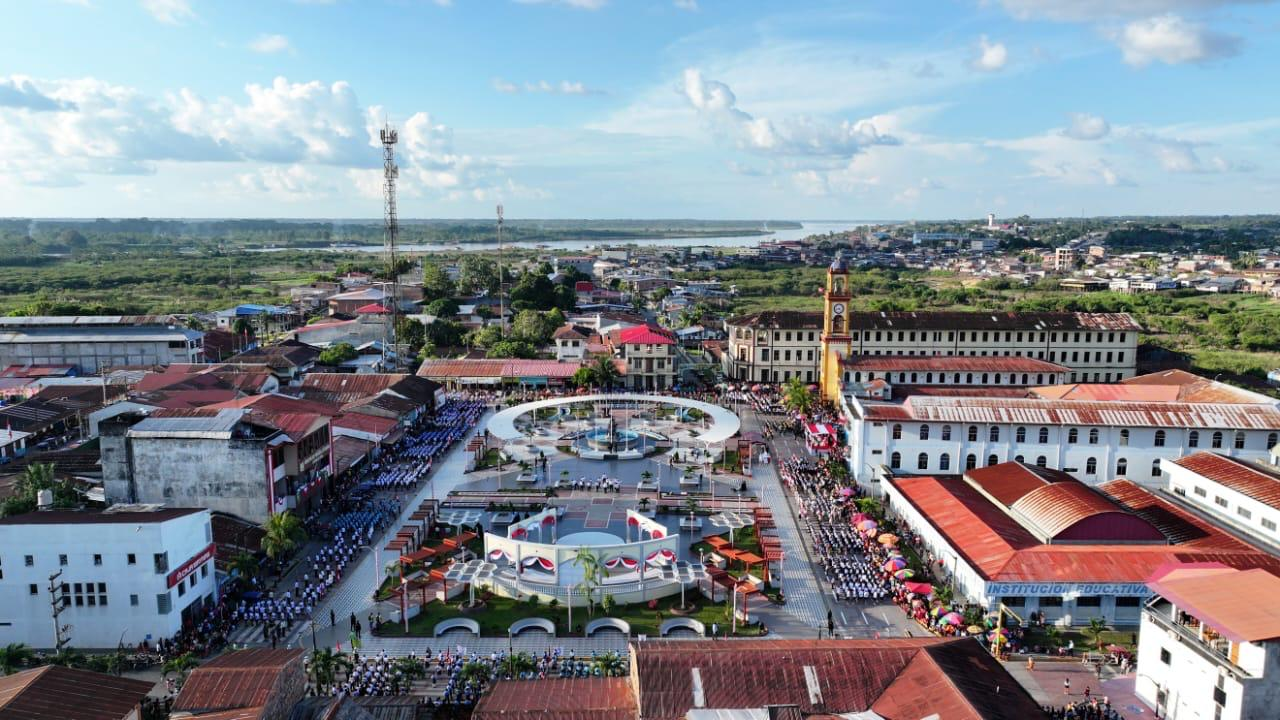
foto actualizada de la ciudad de Requena del año 2025

Requena (fundada como Requena del Tapiche) es una ciudad de la Amazonia peruana, capital del distrito y de la provincia homónimos, ubicada en el departamento de Loreto. 
Fundada por el religioso Agustín López Pardo en 1907 y nombrada en honor a Francisco Requena y Herrera, ingeniero y militar español que participó en la demarcación de los límites hispano-lusos en la cuenca del Amazonas en el siglo XVIII, está a la orilla del río Tapiche, el río Ucayali y una quebrada que cruza la ciudad que es frecuentada por lugareños y turistas.
Fue hasta mediados del siglo XX una de las ciudades más importantes por haber albergado escuelas y academias de gran prestigio, la mayoría de estas instituciones fueron nacionalizados en el gobierno de Velasco Alvarado. Esto provocó un declive tanto cultural como educativo de la ciudad y originó una huida masiva hacia Iquitos, la capital del departamento.

## Historia
Requena comenzó como una conjunción de aborígenes como los cocamas, que fueron convertidos por los franciscanos al cristianismo. El primer centro de enseñanza fue fundado por el padre Agustín López Pardo y el Hermano Cherin en 1904, quién a la sazón acompañó al sacerdote fundador de Requena en su travesía misional desde Contamana. Luego con la llegada de las Franciscanas Misioneras de María, en 1919, se aceleró el proceso de alfabetización con la fundación del colegio “María Inmaculada”; entonces la actividad educativa y cultural fue bastante fructífera. Muchas generaciones de estudiantes de la zona y de otros espacios han logrado un espacio de liderazgo, aunque fue pequeño, y quienes quedaron fueron dispersándose en la bruma del olvido.
Uno de los grandes impulsores de la educación y cultura del pequeño pueblo fue el Padre Agustín López Pardo. De ahí nació el internado y colegio que lleva su nombre, en 1945, que también ha tenido presencia destacada en la colectividad regional. Guillermo Flores Arrué señalaba que en el denominado PALP (por sus iniciales), muchas generaciones de jóvenes encontraron la oportunidad de sus vidas, en especial aquellos de escasos recursos económicos o de poblaciones menores donde la oportunidad de seguir estudios era improbable, por su ausencia evidente.

### Secularización
El Doctor Hildebrando Fuentes, quien en ese tiempo fue el prefecto de Iquitos, fue el que propuso y planteó la creación de la provincia de Requena pero fue el fiscal y periodista Jenaro Herrera el que comenzó sus obras notables e inspiró con sus ideales al entonces pequeño pueblo de Requena, en cuyo nombre se instaló el pueblo actual que lleva su nombre, fundado en 1948 por Manuel Gordon Magne, otro personaje de la zona.

## Educación
Requena irradió cultura y educación la zona, lo cual bastó para que algún inspirado creador de lírica popular y cotidiana la bautizara con el apelativo de Atenas del Ucayali, en honor a la supuesta gesta del saber que debería esperarse de su tradición, y que, por ejemplo, hizo que diversos jóvenes de diversas partes de la región Loreto llegaran hacia ella, sobre todo entre los años 50 y 60 y dependía en buena medida de quienes llegaban hacia él en busca del fuego inspirador educativo. 
Lamentablemente, con la llegada del gobierno militar de los setenta y la estatización de los servicios de este tipo, angustiaron definitivamente el plan y convirtieron el faro de luz en una serie de intermitencias que acabaron finalmente con cualquier rastro de emotiva descentralización y transformación desde ella misma. Los esfuerzos desplegados por la creación posterior del Instituto Superior Pedagógico y el Instituto Superior Tecnológico.

## Cultura y Sociedad
El centro de la ciudad cuenta con un gran movimiento comercial y turístico, en el que se encuentran la plaza Mayor y su catedral, muy parecida a la de Iquitos. La cultura de la ciudad se encuentra muy vinculada a la de los pueblos originarios de la zona como los cocama y los matsés y con influencia de la cultura brasileña por su cercanía con ese país.
No deja de tener razón aquella afirmación que Requena y sus diversos parajes es tierra de inspiración. Por ejemplo, hay versos como los del poeta Carlos Reyes (oriundo de la zona), que se pueden encontrar en Mirada del Búho (1987) y, sobre todo, en el poemario “En el mejor de los mundos”, que es una suerte de testimonio cotidiano de la singularidad de los fenómenos sociales y humanos de la provincia. Además, el único personaje de cierta raigambre intelectual más o menos permanente es el artista plástico Tomás Pizarro. Del mismo modo, debemos incluir dentro de este artículo un cuadro del joven y talentoso artista plástico Miguel Saavedra, titulado, precisamente “Requena”. Sin embargo, más allá de estas mezclas y de algunas otras, el panorama no se muestra intenso.
En toda este sino, la cultura y el arte amazónico se ha ido forjando dentro del rechazo, pereza e ignorancia del resto del país, mucho más preocupado en la anécdota que en el verdadero entendimiento e integración de la región en su impulso por mostrar, rescatar y valorar lo que hacen los creadores del trópico y, es necesario decirlo, de la auto marginación existente. Demás está decir que la cultura amazónica no figura en ninguna estadística del INEI y no se toma en cuenta en los programas y planes políticos de los partidos y candidatos tanto regionales como nacionales. En ese sentido, creo que la más importante señal de este deterioro lo constituye, además, un olvido que se presenta desde la propia zona y se hace casi endémico.

## Clima
| Parámetros climáticos promedio de Requena | Parámetros climáticos promedio de Requena | Parámetros climáticos promedio de Requena | Parámetros climáticos promedio de Requena | Parámetros climáticos promedio de Requena | Parámetros climáticos promedio de Requena | Parámetros climáticos promedio de Requena | Parámetros climáticos promedio de Requena | Parámetros climáticos promedio de Requena | Parámetros climáticos promedio de Requena | Parámetros climáticos promedio de Requena | Parámetros climáticos promedio de Requena | Parámetros climáticos promedio de Requena | Parámetros climáticos promedio de Requena |
| Mes                                       | Ene.                                      | Feb.                                      | Mar.                                      | Abr.                                      | May.                                      | Jun.                                      | Jul.                                      | Ago.                                      | Sep.                                      | Oct.                                      | Nov.                                      | Dic.                                      | Anual                                     |
| ----------------------------------------- | ----------------------------------------- | ----------------------------------------- | ----------------------------------------- | ----------------------------------------- | ----------------------------------------- | ----------------------------------------- | ----------------------------------------- | ----------------------------------------- | ----------------------------------------- | ----------------------------------------- | ----------------------------------------- | ----------------------------------------- | ----------------------------------------- |
| Temp. máx. media (°C)                     | 31                                        | 31                                        | 31                                        | 31                                        | 30                                        | 29.5                                      | 29                                        | 29.5                                      | 30.5                                      | 31                                        | 31                                        | 31                                        | 30.5                                      |
| Temp. mín. media (°C)                     | 23                                        | 23                                        | 23                                        | 23                                        | 23                                        | 22                                        | 22                                        | 22                                        | 22                                        | 22                                        | 23                                        | 23                                        | 22.6                                      |
| Fuente: accuweather.com                   |                                           |                                           |                                           |                                           |                                           |                                           |                                           |                                           |                                           |                                           |                                           |                                           |                                           |